# Elis Bergh

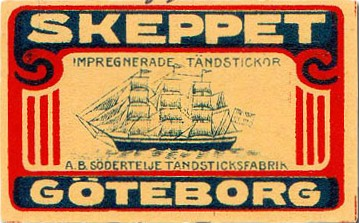
Etikett för tändsticksask, först utformad för Södertelje Tändsticksfabrik

Hagbard Elias (Elis) Bergh, född 17 april 1881 i Linköping, död 23 juni 1954 i Kungsholms församling i Stockholm, var en svensk arkitekt och formgivare. Han blev mera känd som glaskonstnär på Kosta glasbruk.

## Liv och verk

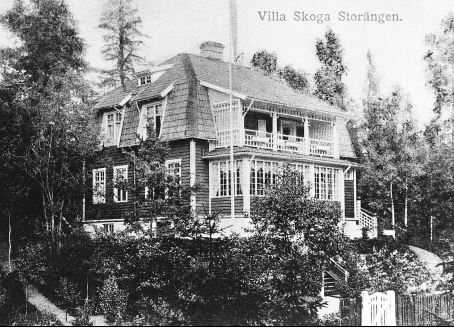
Villa Skoga i Storängen, 1906.

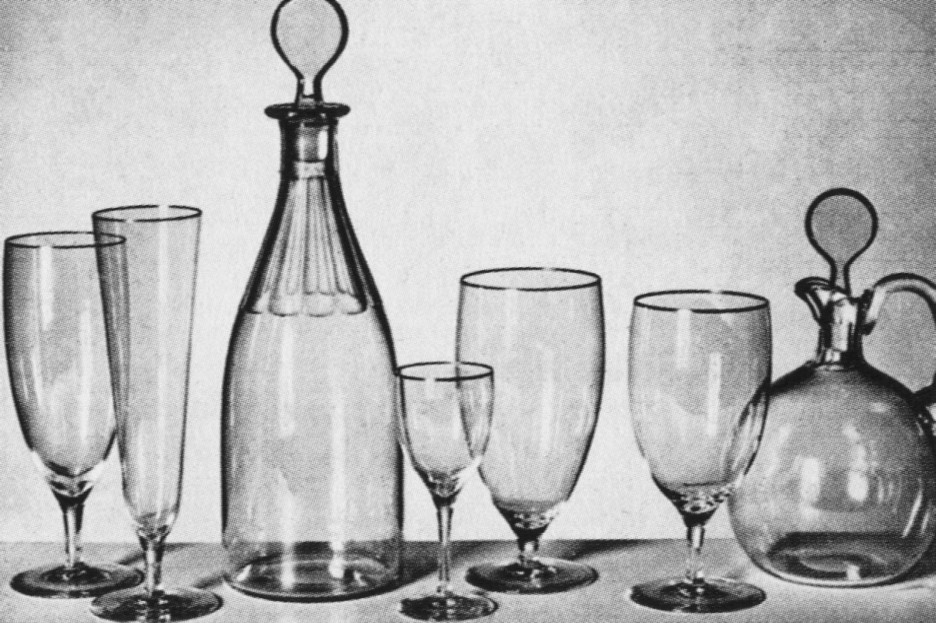
Elis Bergh, glas och karaffer för Kosta glasbruk, ca 1936.

Bergh  studerade vid Högre konstindustriella skolan i Stockholm 1899–1902 och praktiserade bland andra hos arkitekt Agi Lindegren 1902–1903 där han deltog i utsmyckningen Gustaf Vasa kyrka. Men hans arkitektkarriär blev kort. Bland hans tidiga arbeten som arkitekt märks Villa Skoga i Storängen, som han ritade 1906 för bokförläggaren Wilhelm Widstrand (Wahlström & Widstrand).
Bergh var medarbetare hos Arvid Böhlmarks lampfabrik 1906–1916, därefter på Pukebergs glasbruk samt fabrikschef på Herman Bergmans konstgjuteri, han arbetade även för C. G. Hallbergs Guldsmeds AB. Mellan 1928 och 1950 var han konstnärlig ledare för Kosta glasbruk. Efter 1950 och fram till sin död 1954 verkade han som konsult åt Kosta. Till Kosta kom han genom ett arkitektuppdrag när han skulle utföra ett inredningsuppdrag på bruket. År 1928 kallades han tillbaka, nu för att rita belysningsarmaturer, ett område som han ansågs var en auktoritet på.
Som konstnärlig ledare stod han för den graciösa men ändå moderna formgivningen som utmärkte Kostas produktion under mellankrigstiden. Elis Bergh har formgivit många glasserviser, bland dem "Karlberg" och "Kulla", men även föremål så som vaser och andra prydnadsföremål. Han är begravd på Norra begravningsplatsen utanför Stockholm.